# Borsipa
Borsipa (moderni Birs Nimrud u Iraku) je bio važan sumerski grad, izgrađen na obje strane jezera oko 17.7 km jugozapadno od Babilona. Nalazio se na istočnoj obali rijeke Eufrat. Borsipa se danas zove Birs Nimrud, budući kako se mjesto poistovjećuje s Nimrodom, drevnim vladarom spomenutim u Knjizi Postanka. U drevnom gradu nalazio se zigurat kojeg se često poistovjećuje s babilonskom kulom. Lokalno božanstvo koje se štovalo bio je Nabu, prema mezopotamskoj mitologiji sin Marduka.

## Poveznice
- Sumer
- Babilonija

## Vanjske poveznice
- Borsipa (enciklopedija Britannica)
- Borsipa, Irak (AtlasTours.net)